# جو بارنهيل
جو بارنهيل (بالإنجليزية: Joe Barnhill)‏ هو مغني ومغن مؤلف أمريكي، ولد في 13 يونيو 1965.

## وصلات خارجية
- جو بارنهيل على موقع ميوزك برينز (الإنجليزية)
- جو بارنهيل على موقع ديسكوغز (الإنجليزية)